# Eva Demesmaeker
Eva Demesmaeker, née le 23 décembre 1995 à Hal, est une femme politique belge, membre de la Nieuw-Vlaamse Alliantie (N-VA).

## Biographie
Eva Demesmaeker nait le 23 décembre 1995 à Hal.
Aux élections législatives fédérales de 2024, Eva Demesmaeker est élue à la Chambre des Représentants.